# Hydroxybenzaldéhyde
L'hydroxybenzaldéhyde est  un composé aromatique de formule C7H6O2. Il est constitué d'un cycle benzénique substitué par un groupe formyle (benzaldéhyde) et un groupe hydroxyle (Phénol). Comme tous les benzènes disubstitués, il existe sous la forme de trois isomères structuraux, les composés ortho, méta et para, selon la position relative des deux substituants sur le cycle.
Le 2-hydroxybenzaldéhyde (composé orho) est plus connu sous son nom trivial, le salicylaldéhyde.

## Propriétés
| Hydroxybenzaldéhyde     |                                                                               |                                                              |                                                              |
| Nom                     | 2-Hydroxybenzaldéhyde                                                         | 3-Hydroxybenzaldéhyde                                        | 4-Hydroxybenzaldéhyde                                        |
| Autre nom               | orthohydroxybenzaldéhyde o-hydroxybenzaldéhyde 2-formylphénol salicylaldéhyde | métahydroxybenzaldéhyde m-hydroxybenzaldéhyde 3-formylphénol | parahydroxybenzaldéhyde p-hydroxybenzaldéhyde 4-formylphénol |
| Représentation          |                                                                               |                                                              |                                                              |
| Numéro CAS              | 90-02-8                                                                       | 100-83-4                                                     | 123-08-0                                                     |
| Numéro ECHA             | 100.001.783                                                                   | 100.002.630                                                  | 100.004.182                                                  |
| PubChem                 | 6998                                                                          | 101                                                          | 126                                                          |
| Formule brute           | C7H6O2                                                                        | C7H6O2                                                       | C7H6O2                                                       |
| Masse molaire           | 122,13 g·mol−1                                                                | 122,13 g·mol−1                                               | 122,13 g·mol−1                                               |
| État                    | liquide                                                                       | solide                                                       | solide                                                       |
| Apparence               | liquide jaune, odeur d'amande amère                                           | solide faiblement jaune à marron clair                       | poudre cristalline beige faible odeur aromatique             |
| Point de fusion         | −7 °C                                                                         | 100 à 103 °C                                                 | 116 °C                                                       |
| Point d'ébullition      | 197 °C                                                                        | 240 °C 191 °C(67 hPa)                                        | 191 °C (50 mmHg)                                             |
| Masse volumique (20 °C) | 1,17 g cm−3                                                                   |                                                              | 1,13 g cm−3                                                  |
| Point d'éclair          | 78 °C (coupelle fermée)                                                       |                                                              | 174 °C                                                       |
| Solubilité (eau)        | 4,9 g·l-1 (25 °C)                                                             |                                                              | 13,8 g·l-1 (30,5 °C)                                         |
| pKA                     | 6,79                                                                          | 8,00                                                         | 7,66                                                         |
| logP                    | 1,81                                                                          |                                                              | 1,35                                                         |
| SGH                     | Attention                                                                     | Attention                                                    | Attention                                                    |
| Phrase H et P,          | H302, H315, H317, H319 et H411                                                | H315 et H319                                                 | H315, H319 et H335                                           |
| Phrase H et P,          | P273, P280 et P302+P352 P305+P351+P338                                        | P305+P351+P338                                               | P261 et P305+P351+P338                                       |

Les hydroxybenzaldéhydes ont des valeurs pKA nettement inférieures à celles du phénol (9,99) ; cela s'explique par l'effet électro-attracteur (effet -M) du groupe aldéhyde, qui stabilise l'anion O−, ce qui augmente l'acidité.